# روبرت ويات (فنان)
روبرت ويات (بالإنجليزية: Robert Wyatt)‏ (و. 1945  م) هو طبال، ومغني، وموسيقي بريطاني، ولد في برستل، يستخدم آلات طقم طبول، وبوق.

## التعليم
تعلم في Simon Langton Grammar School for Boys ‏.

## وصلات خارجية
- روبرت ويات على موقع IMDb (الإنجليزية)
- روبرت ويات على موقع ميوزك برينز (الإنجليزية)
- روبرت ويات على موقع إن إن دي بي (الإنجليزية)
- روبرت ويات على موقع أول ميوزيك (الإنجليزية)
- روبرت ويات على موقع ديسكوغز (الإنجليزية)
- روبرت ويات على موقع ديسكوغز (الإنجليزية)
- روبرت ويات على موقع قاعدة بيانات الفيلم (الإنجليزية)
- روبرت ويات في قاعدة بيانات الأفلام على الإنترنت